# Friedhof Liesing

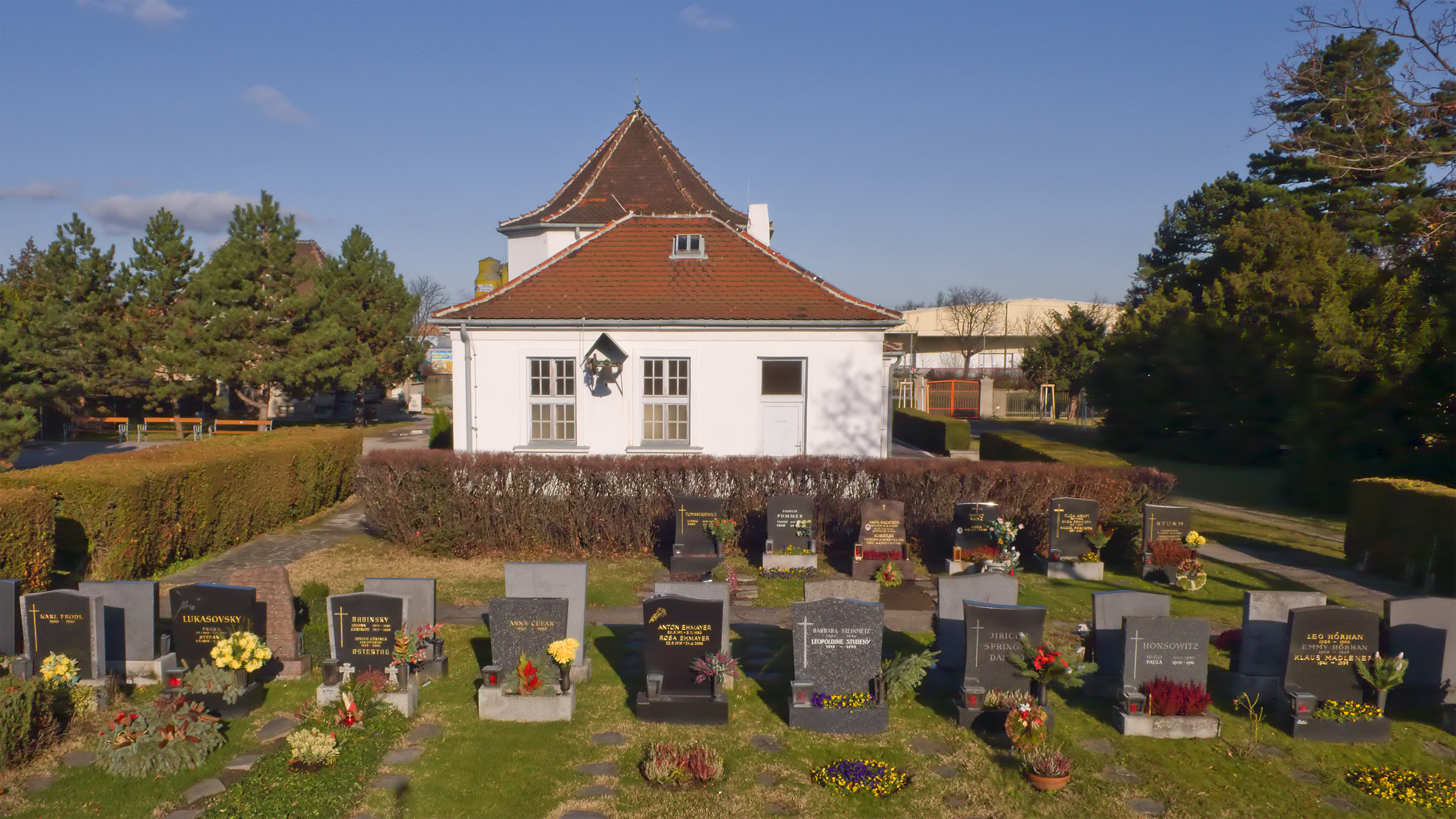
Friedhof Liesing

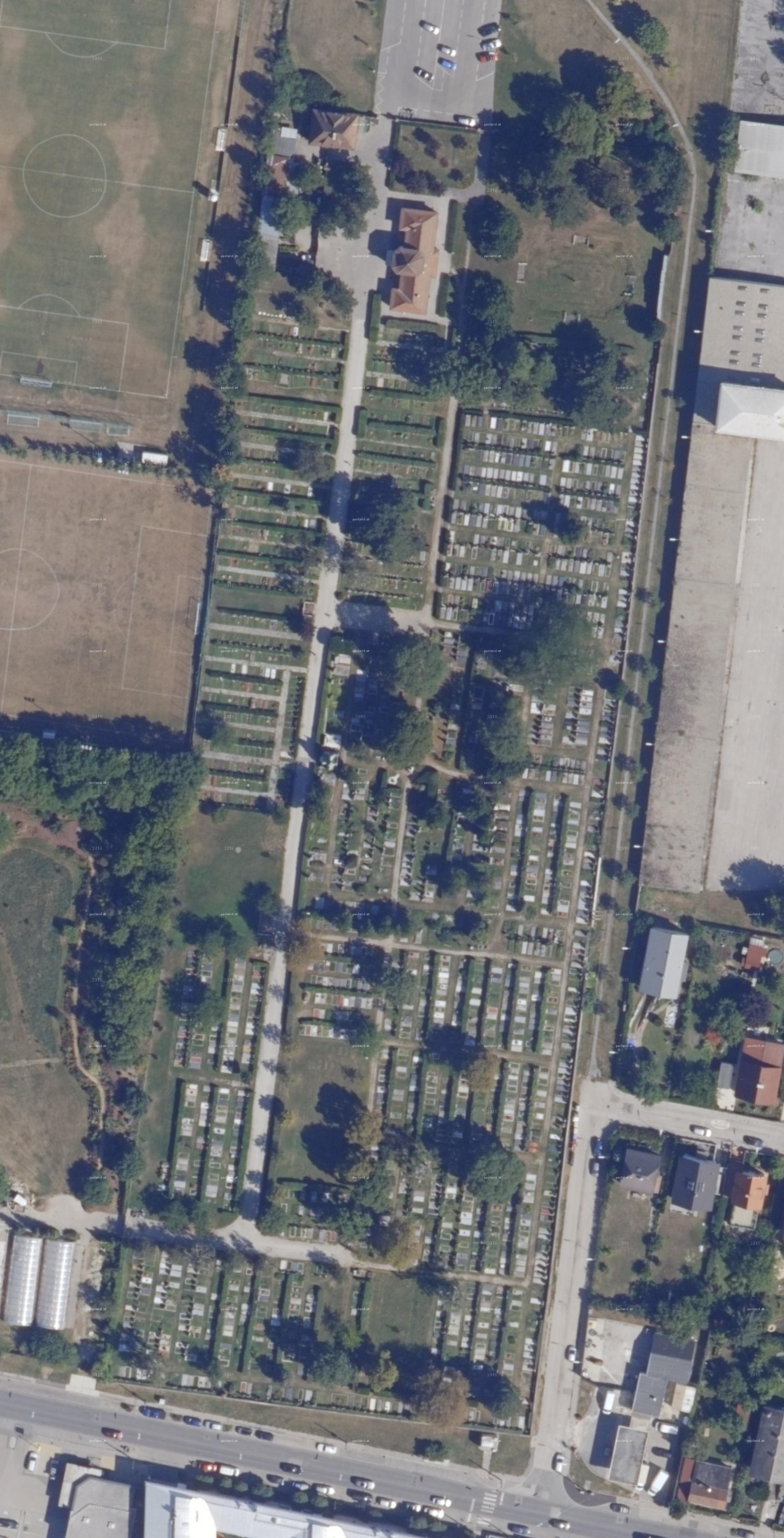
Orthofoto des Friedhofs

Der Friedhof Liesing ist ein Friedhof im 23. Wiener Gemeindebezirk Liesing.

## Lage und Größe
Der Friedhof liegt im Bezirksteil Liesing nördlich der Grenze zur niederösterreichischen Gemeinde Perchtoldsdorf. Er erstreckt sich über eine Fläche von 47272 m2 und weist über 4300 Grabstellen auf.

## Geschichte

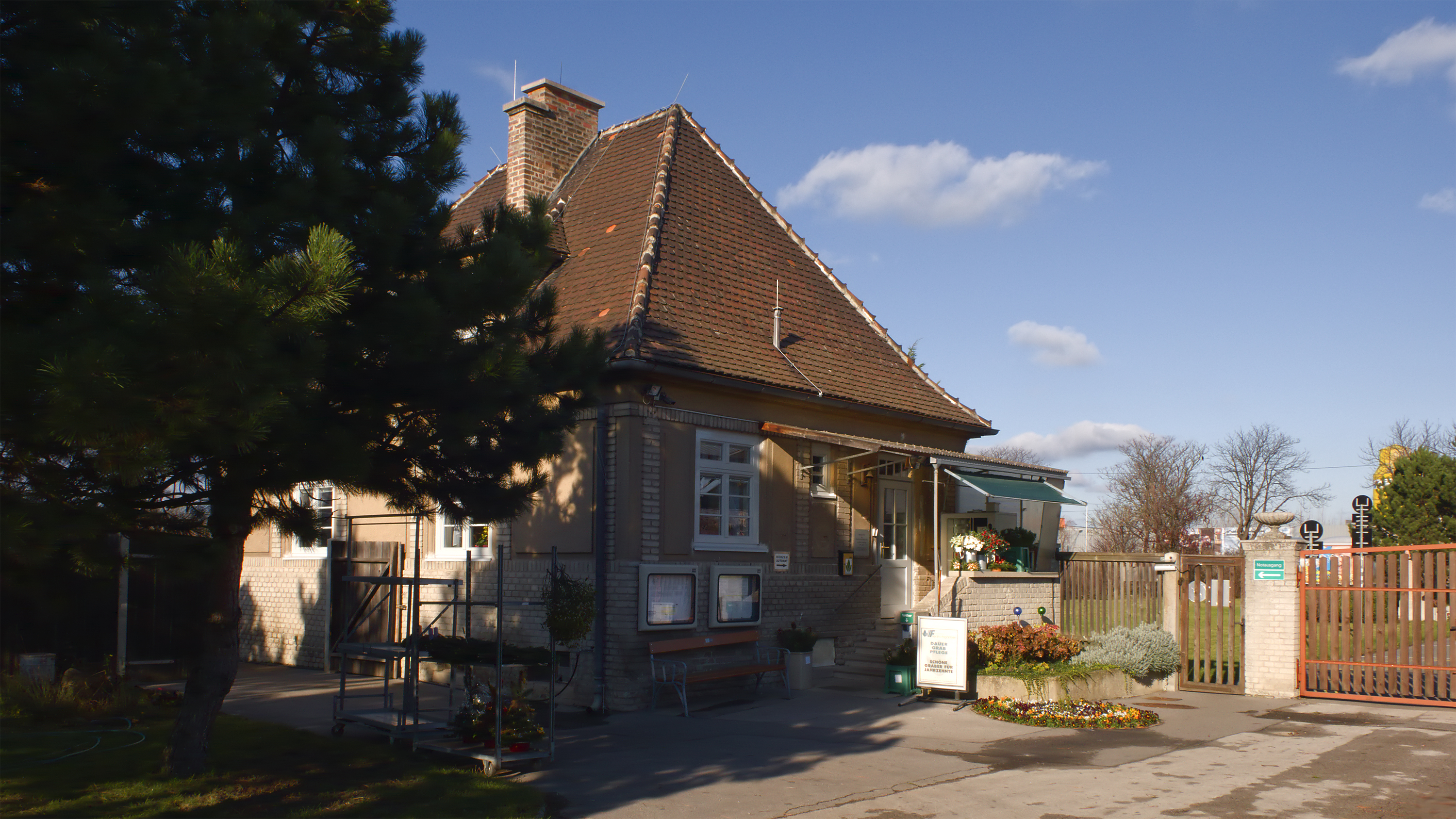
Eingangsbereich

Die Verstorbenen von Liesing wurden zunächst auf dem Atzgersdorfer Friedhof beerdigt. 1784 erhielt Liesing einen eigenen Friedhof an der heutigen Dirmhirngasse, der 1825 erweitert wurde.
Der heutige Friedhof Liesing wurde 1863 angelegt und der alte Friedhof aufgelassen. An dessen Stelle wurde eine Mädchenschule erbaut. 1927 wurde auf dem heutigen Friedhof ein Urnenhain angelegt. 1952 wurde der Friedhof zum Hauptfriedhof des Gemeindebezirks Liesing bestimmt. Die letzte von mehreren Erweiterungen erfolgte im Jahr 1960. Die 1920 errichtete Aufbahrungshalle wurde 1969/1970 durch den Architekten Erich Boltenstern umgebaut.
Auf dem Friedhof Liesing steht das 1926 enthüllte Kriegerdenkmal Trauernde Mutter mit Kind von Rudolf Schmidt. Der älteste erhaltene Grabstein datiert auf das Jahr 1792 und markiert die letzte Ruhestätte von Josef von Kurzböck, Herr von Ober- und Unterliesing und Großvater des ebenfalls hier begrabenen August Neilreich. Nach 1945 wurde am Friedhof ein Mahnmal für die Liesinger Freiheitskämpfer gegen Austrofaschismus und NS-Regime errichtet, auf deren Tafeln die Namen der Ermordeten und Hingerichteten eingraviert sind.

## Grabstätten bedeutender Persönlichkeiten

### Ehrenhalber gewidmete Gräber

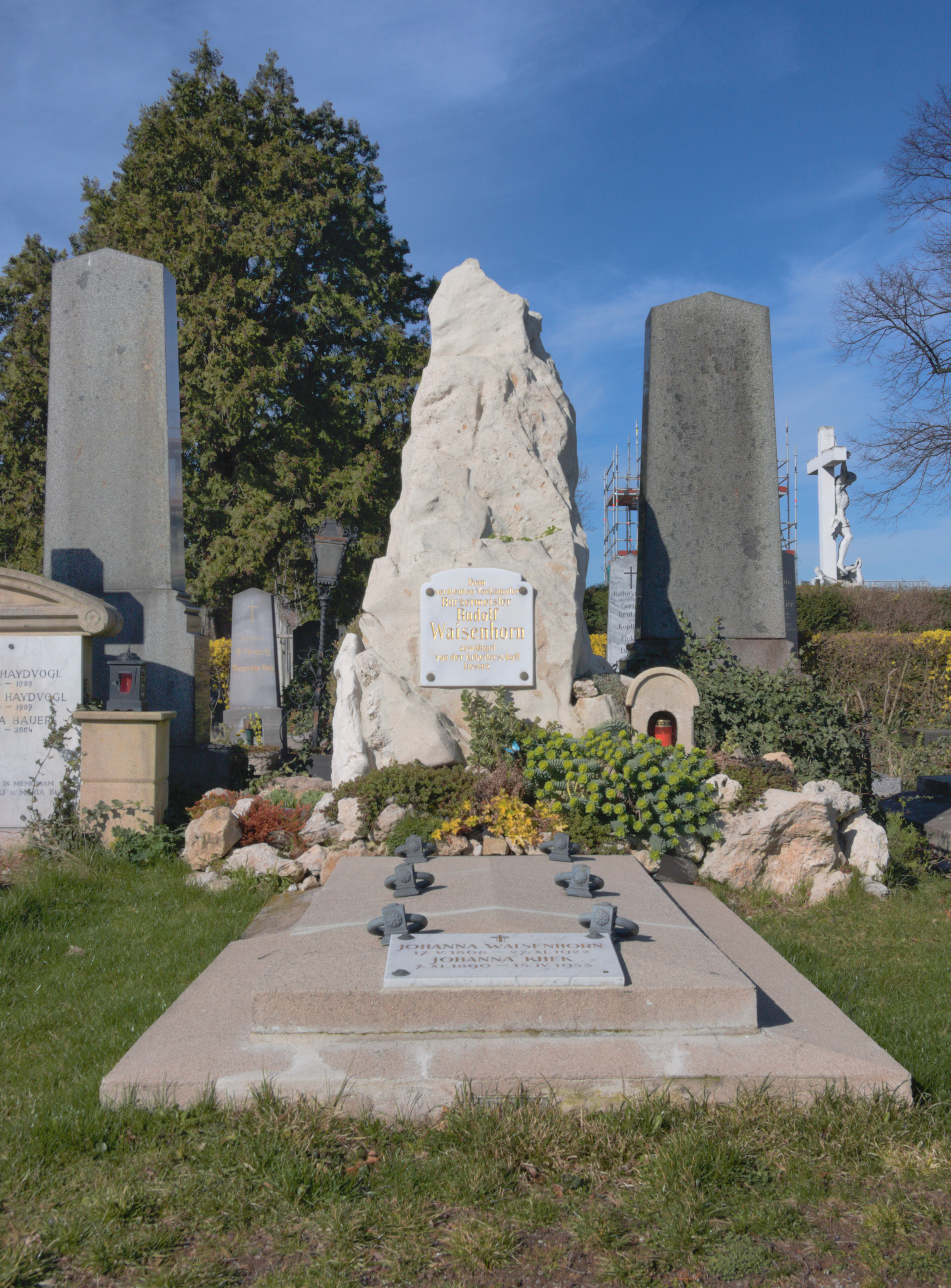
Das Grab von Rudolf Waisenhorn

Der Friedhof Liesing weist sieben ehrenhalber gewidmete Gräber auf.
| Name                     | Lebensdaten | Tätigkeit                                       |
| ------------------------ | ----------- | ----------------------------------------------- |
| Rudolf Bukal             | 1863–1914   | Chemiker und Wohltäter                          |
| Karl Cizek               | 1854–1922   | Pflegling                                       |
| Familie Kurzbeck-Felsern |             | Buchhändler, Drucker                            |
| August Neilreich         | 1803–1871   | Botaniker und Jurist                            |
| Ferdinand Pellmann       | 1828–1906   | Privater, Bürgermeister von Liesing (1860–1867) |
| Anton Singer             | 1790–1861   | Gemeindearzt und Wohltäter                      |
| Rudolf Waisenhorn        | 1871–1921   | Krankenkassenbeamter, Bürgermeister von Liesing |

### Gräber weiterer Persönlichkeiten
Weitere bedeutende Persönlichkeiten, die am Friedhof Liesing begraben sind:
| Name             | Lebensdaten | Tätigkeit                                     |
| ---------------- | ----------- | --------------------------------------------- |
| Ludwig Brousek   | 1908–1974   | Fußballspieler                                |
| Karl Fian        | 1960–2006   | Jazz- und Rocktrompeter                       |
| Johann Fröhlich  | 1911–1934   | Widerstandskämpfer gegen den Austrofaschismus |
| Richard Lehmann  | 1911–1934   | Widerstandskämpfer gegen den Austrofaschismus |
| Friedrich Leisch | 1968–2024   | Statistiker                                   |
| Hubert Maresch   | 1874–1955   | Baumeister und Architekt                      |
| Heinz Scharff    | 1920–2014   | Generaltruppeninspektor des Bundesheer        |
| Leopold Schumm   | 1878–1955   | Architekt                                     |
| Reinhold Suttner | 1927–2018   | Politiker                                     |

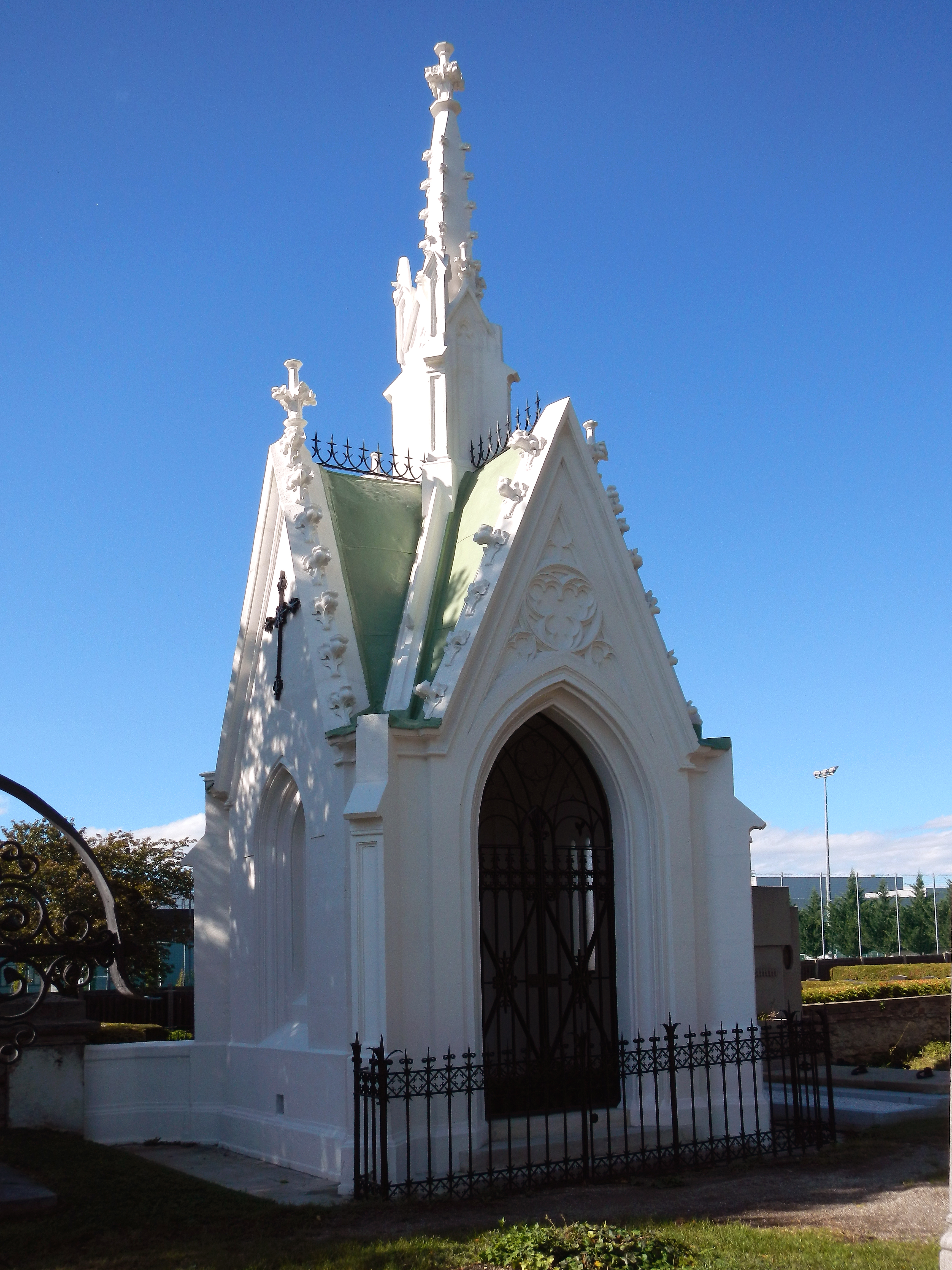
Mausoleum Löwenthal, renoviert 2020

Das kunsthistorisch wertvolle neogotische Mausoleum über der Gruft von Theodor Löwenthal (Gruppe 1, G 9) stammt aus der Zeit um 1865, es wurde in den Jahren 2018–2020 durch die Kulturabteilung der Stadt Wien renoviert (das Grab als solches ist aufgelassen). Theodor Löwenthal war Bankfachmann, Mitbesitzer der Liesinger Brauerei und Gemeinderat in Liesing.

## Denkmal
Vor dem Eingang des Friedhofes befindet sich ein Denkmal für Viktor Mrnustik und Franz Heindl, zwei Mitgliedern des antifaschistischen Widerstandes.